# Viñas (La Coruña)
Viñas (llamada oficialmente San Cristovo das Viñas) es una parroquia y un lugar español del municipio de La Coruña, en la provincia de La Coruña, Galicia.

## Otras denominaciones
La parroquia también es conocida por el nombre de San Cristóbal das Viñas.

## Geografía
Parroquia hoy suburbana que ocupa la parte baja del valle de Mesoiro y los vallecitos de Someso, Sardiñeira y Vioño, hoy muy urbanizados, por lo que la parroquia cuenta hoy en día con una elevada densidad poblacional. Es la única parroquia coruñesa que no tiene salida al mar.
De su antiguo entramado de parroquia rural sólo conserva hoy ciertas áreas entorno y al sur de la iglesia parroquial de San Cristóbal, especialmente en el área de As Rañas. Gran parte del Polígono de Elviña pertenece a San Cristóbal das Viñas, y no a Elviña como pudiera indicar su nombre.

## Historia
San Cristóbal das Viñas perteneció al antiguo ayuntamiento de Oza hasta el año 1912, en que fue anexionado por el de La Coruña.

## Entidades de población
Entidades de población que forman parte de la parroquia:
- Cances
- El Birloque (O Birloque)
- Fontenova
- La Cabana (A Cabana)
- La Grela (A Grela)
- La Moura
- La Silva
- Martinete (O Martinete)
- San Cristóbal das Viñas (San Cristovo das Viñas)
- San José
- Someso
- O Bosque
- A Cova
- Laxes de Orro

## Demografía

### Parroquia
| Gráfica de evolución demográfica de Viñas (parroquia) entre 2000 y 2019 |
|                                                                         |
| Datos según el nomenclátor publicado por el INE.                        |

### Lugar
| Gráfica de evolución demográfica de San Cristóbal das Viñas (lugar) entre 2000 y 2019 |
|                                                                                       |
| Datos según el nomenclátor publicado por el INE.                                      |

## Economía
La parroquia está atravesada por la Carretera de los Baños de Arteijo y en su territorio se encuentra la Estación de La Coruña-San Cristóbal, que toma el nombre del santo patrón de esta parroquia; también se sitúan en San Cristóbal das Viñas el Polígono Industrial de A Grela-Bens (ya en el límite con Visma), la factoría de Aluminio y el Monte da Fieiteira, con sus antiguas canteras de piedra.